# Egolzwil
Egolzwil är en ort och kommun i distriktet Willisau i kantonen Luzern, Schweiz. Kommunen har 1 661 invånare (2023).